# Stratigrafie

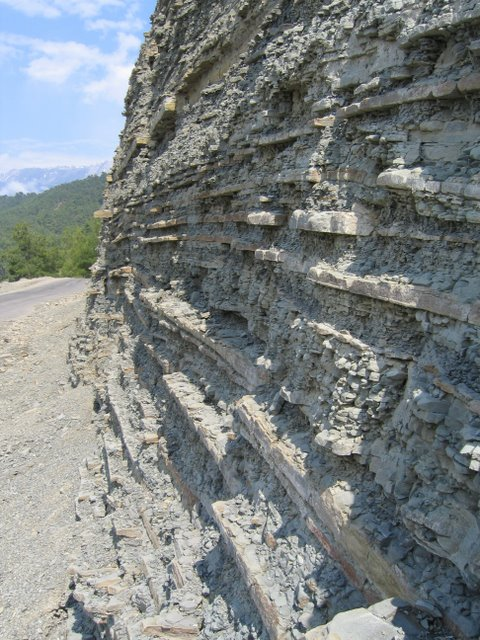
Sedimentaire lagen in Zuid-Turkije.

Stratigrafie (Latijn: stratum, laag; Grieks: γράφειν, gráphein, beschrijven) is een vakgebied binnen de aardwetenschappen dat zich bezighoudt met bestudering van de volgorde van opeenvolgende gesteentelagen (stratificatie), met als doel aardlagen te dateren en beschrijven.
Stratigrafie wordt gebruikt om de paleogeografie van een gebied vast te stellen. Ook bij archeologisch, paleoklimatologisch en paleontologisch onderzoek speelt stratigrafie een aanzienlijke rol, waarbij het belangrijk is te weten uit welke laag een bepaald object, fossiel of gegeven afkomstig is en met welke ouderdom dat correspondeert. Stratigrafie is nauw verwant met geochronologie, het opstellen van een geologische tijdschaal.
Een andere vorm van stratigrafie komt voor bij onderzoek van schilderwerk bij erfgoed. Een kleurhistorisch onderzoek van verflagen vindt daar onder andere plaats met een kleurentrap. 

## Geschiedenis
De basis van de stratigrafie werd gelegd door Nicolaus Steno (1638-1686), die de fossilisatie van organische resten in sedimentlagen onderzocht. Uit dit onderzoek postuleerde hij de drie wetten van Steno: de wet van superpositie, het principe van oorspronkelijke horizontaliteit en het principe van laterale vervolgbaarheid.
De eerste keer dat stratigrafie op een grote schaal gebruikt werd was rond 1800 door de Engelse mijnbouwkundige William Smith (1769-1839). Hij gebruikte stratigrafische principes om de ondergrond van Groot-Brittannië in kaart te brengen. Ook was hij de eerste die gidsfossielen gebruikte om lagen in sedimentair gesteente mee te correleren. Smiths methodes werden al snel populair. Vanaf 1810 werden op meerdere plekken vergelijkbare studies naar aardlagen gedaan, zoals in het Bekken van Parijs door Georges Cuvier (1769-1832) en Alexandre Brongniart (1770 - 1847). Dit zorgde ervoor dat het begrip voor de geschiedenis van de Aarde met sprongen vooruit ging. De stratigrafische colom die was opgesteld bleef echter een relatieve tijdschaal tot de opkomst van de geochronologie.
Belangrijke latere ontwikkelingen zijn de introductie van microfossielen, de opkomst van de palynologie rond 1920 en de ontdekking van radiometrische datering, waarmee het mogelijk werd een absolute ouderdom aan aardlagen te geven en waardoor de geochronologie ontstond.

## Subdisciplines
Er zijn verschillende manieren waarop een opeenvolging van gesteentelagen beschreven kan worden: biostratigrafie, lithostratigrafie, chronostratigrafie en magnetostratigrafie. Al deze subdisciplines van de stratigrafie verdelen gesteentelagen in hun eigen eenheden, die niet met elkaar hoeven overeen te komen. Zo bestaan er lithostratigrafische eenheden (formaties, beds, enz.) naast chronostratigrafische (Krijt, Tertiair enz.) en biostratigrafische (zogenaamde biozones). Dankzij de geochronologie is het mogelijk om aan al deze eenheden specifieke ouderdom toe te kennen en de samenhang met elkaar vast te stellen.

### Lithostratigrafie
Lithostratigrafie is het bestuderen van de eigenschappen van de gesteentelagen zelf. Lithostratigrafie onderzoekt de lithologie (het type gesteente) en de dikte van onderlinge lagen. Variaties kunnen verticaal zijn en een verandering in afzettingsmilieu op een bepaalde plek gedurende een bepaalde periode weergeven, of horizontaal/lateraal. Ze geven dan een verschil weer in naast elkaar bestaand hebbende afzettingsmilieus tussen twee plekken. Belangrijk hierbij is de interpretatie van bepaalde geometrische relaties tussen gesteentelagen en de conclusies die hieruit getrokken worden.

### Chronostratigrafie
Lithostratigrafie geeft dan wel aan welke lagen ouder en jonger zijn, het geeft geen ouderdom aan deze lagen. Het bepalen van de ouderdom van gesteentelagen wordt gedaan door de chronostratigrafie. Relatieve datering (de datering van gesteentelagen ten opzichte van elkaar) kan bijvoorbeeld worden gedaan aan de hand van kennis van het achterliggende mechanisme van sedimentatie of door biostratigrafie.
Absoluut dateren van gesteentelagen vindt pas sinds de 20e eeuw plaats, dankzij de verbeterde kennis van radioactiviteit en de ontwikkeling van de radiometrische datering. Door de concentraties van bepaalde radioactieve isotopen te vergelijken met hun vervalproducten en/of andere isotopen van hetzelfde element, kan bij sommige gesteenten de absolute ouderdom worden vastgesteld.

### Biostratigrafie
Biostratigrafie is het relatief dateren van gesteentelagen aan de hand van gidsfossielen. Het principe hier is dat lagen die hetzelfde gidsfossiel bevatten toch in dezelfde periode gevormd zijn, maar onderling ver uit elkaar worden gevonden of zeer verschillende lithologieën hebben. Biostratigrafie maakt gebruik van paleontologie, de kennis van fossielen. Biostratigrafie heeft in belangrijke mate wetenschappelijk bewijs geleverd voor evolutie en uitsterving van biologische soorten. Dit leidde onder meer tot Charles Darwins evolutietheorie.

### Magnetostratigrafie
Magnetostratigrafie maakt gebruik van veranderingen in het aardmagnetisch veld. Deze veranderingen worden opgeslagen bij de vorming van gesteenten, omdat magnetische mineralen in de richting van het veld gaan liggen. Gesteentelagen kunnen daarom worden ingedeeld op hun magnetische richting. Elk magnetostratigrafisch tijdvak wordt geacht zijn eigen specifieke magnetische richting te hebben.

## Dateringsmethodes
Tegenwoordig heeft men verschillende methoden om de ouderdom van aardlagen vast te stellen:
- Radioactieve datering is het nauwkeurigst, maar lang niet voor alle gesteenten mogelijk.
- Relatieve datering ten opzichte van andere aardlagen
- Thermoluminescentie
- Aminozuur-racemisatie
- Vergelijking met aardlagen elders
- Gidsfossielen
- Bepaalde gesteenten komen alleen of vooral voor in bepaalde tijdsperioden.
- Cyclostratigrafie, waarbij bekende patronen in zonne-instraling teruggevonden worden in bepaalde aardlagen. Dan is de ouderdom van deze lagen zeer exact te bepalen.
- Paleomagnetisme, waarbij de gesteenten bestudeerd worden op kenmerken en variaties van het aardmagnetisch veld, waaronder ompolingen waarbij de aardmagnetische noord- en zuidpool respectievelijk zuid- en noordpool worden.

## Trivia
In stadse vogelnesten, gemaakt van zwerfvuil, kan men inmiddels spreken van een plastic stratigrafie: opeenstapelingen van nestmateriaal, dateerbaar door de houdbaarheidsdatums, welke soms decennia terug in de tijd gaan. 